# Трепкі
Трепкі (пол. Trepki, нім. Trepken) — село в Польщі, у гміні Бжозе Бродницького повіту Куявсько-Поморського воєводства.
Населення — 73 особи (2011).
У 1975-1998 роках село належало до Торунського воєводства.

## Демографія
Демографічна структура станом на 31 березня 2011 року:
|          | Загалом | Допрацездатний вік | Працездатний вік | Постпрацездатний вік |
| -------- | ------- | ------------------ | ---------------- | -------------------- |
| Чоловіки | 37      | 6                  | 25               | 6                    |
| Жінки    | 36      | 10                 | 22               | 4                    |
| Разом    | 73      | 16                 | 47               | 10                   |